# Kanton Thury-Harcourt
Kanton Thury-Harcourt (fr. Canton de Thury-Harcourt) je francouzský kanton v departementu Calvados v regionu Normandie. Při reformě kantonů v roce 2014 byl utvořen z 51 obcí, do té doby sestával z 26 obcí. V květnu 2016 ho tvořilo 47 obcí (vzhledem k procesu slučování některých obcí).

## Obce kantonu (v květnu 2016)
- Acqueville
- Angoville
- Barbery
- Le Bô
- Boulon
- Bretteville-le-Rabet
- Bretteville-sur-Laize
- Le Bû-sur-Rouvres
- Cauvicourt
- Cauville
- Cesny-Bois-Halbout
- Cintheaux
- Clécy
- Combray
- Cossesseville
- Croisilles
- Culey-le-Patry
- Donnay
- Espins
- Esson
- Estrées-la-Campagne
- Fresney-le-Puceux
- Fresney-le-Vieux
- Goupillières
- Gouvix
- Grainville-Langannerie
- Grimbosq
- Martainville
- Meslay
- Moulines
- Le Hom [p 1]
- Les Moutiers-en-Cinglais
- Mutrécy
- Ouffières
- Placy
- La Pommeraye
- Saint-Germain-le-Vasson
- Saint-Lambert
- Saint-Laurent-de-Condel
- Saint-Omer
- Saint-Rémy
- Saint-Sylvain
- Soignolles
- Tournebu
- Trois-Monts
- Urville
- Le Vey

## Obce kantonu (do roku 2015)
- Acqueville
- Angoville
- Le Bô
- Caumont-sur-Orne
- Cauville
- Cesny-Bois-Halbout
- Clécy
- Combray
- Cossesseville
- Croisilles
- Culey-le-Patry
- Donnay
- Espins
- Esson
- Martainville
- Meslay
- Placy
- La Pommeraye
- Saint-Denis-de-Méré
- Saint-Lambert
- Saint-Omer
- Saint-Rémy
- Thury-Harcourt
- Tournebu
- Le Vey
- La Villette